# Laurence des Cars
Laurence des Cars, vollständig Laurence Élisabeth de Pérusse des Cars (* 13. Juni 1966 in Antony bei Paris), ist eine französische Kunsthistorikerin und Kuratorin. Sie ist Präsidentin (Generaldirektorin) des Louvre.

## Leben und beruflicher Werdegang
Der Vater von Laurence des Cars war Adelsreporter, ihr Großvater Guy des Cars war ein serieller Bestsellerautor.
Laurence des Cars studierte Kunstgeschichte an der Universität Paris-Sorbonne (Paris IV) und an der École du Louvre, trat dann in das Institut national du patrimoine ein. Dort machte sie die Bekanntschaft des späteren Louvre-Direktors Henri Loyrette, der ihr Mentor wurde. Beide vertraten die Ansicht, dass ein Museum eine „Echokammer der Gesellschaft“ sein solle. 1994 übernahm sie ihre erste Stelle als Kuratorin am Musée d’Orsay.
Laurence des Cars wurde im Juli 2007 zur wissenschaftlichen Direktorin der Agence France-Muséums ernannt, dem französischen Betreiber, der für die Entwicklung des Louvre Abu Dhabi verantwortlich ist. 2011 wurde sie zur Generalkuratorin des Kulturerbes befördert. Im Januar 2014 wurde sie zur Direktorin des Musée de l’Orangerie ernannt. 2017 wurde sie Direktorin des Musée d’Orsay und des Musée de l’Orangerie. Aktuelle gesellschaftliche Themenstellungen bezog sie in ihre Ausstellungen ein: Als die „Black Lives Matter“-Bewegung Frankreich erreichte, konzipierte des Cars für das Musée d’Orsay zum „Schwarzen Modell von Géricault bis Matisse“ eine Ausstellung. Seit dem 1. September 2021 ist sie Präsidentin und Generaldirektorin des Louvre und die erste Frau auf diesem Posten.

## Bedeutung für den Louvre

Das Gemälde Mona Lisa soll einen eigenen Raum im Louvre bekommen

Seit 2021 hatte des Cars angesichts des stark renovierungsbedürftigen Gebäudes mit einem Mangel an finanziellen Mitteln zu kämpfen. Ende Januar 2025 wandte sie sich deswegen in einem Brandbrief an das französische Kulturministerium. Daraufhin machte Präsident Macron die Rettung des Louvre zur Chefsache: Das meistbesuchte Museum der Welt soll für etwa 800 Millionen Euro generalsaniert und ein weiterer Eingangsbereich gebaut werden.
Laurence des Cars einwickelte einen öffentlichkeitswirksamen Plan, der besonders die jüngere Generation anspricht. Das Gemälde Mona Lisa soll einen eigens zugänglichen, 2000 Quadratmeter großen Raum erhalten. Darin sei genug Platz für das jüngere Publikum, das sich Werke mit Selfies aneigne. Außerdem gebe es Raum dafür, die Geschichte des Kunstwerks ausführlicher darzustellen.

## Preise und Auszeichnungen
- 2017: Offizier des Ordre des Arts et des Lettres[8]
- 2021: Offizier des Ordre national du Mérite[9]
- 2025: Offizier der Ehrenlegion[10]
- 2025: Mitglied der American Academy of Arts and Sciences[11]

## Schriften (Auswahl)
- Les Préraphaélites. Un modernisme à l’anglaise (= Découvertes Gallimard. Peinture. 368). Gallimard, Paris u. a. 1999, ISBN 2-07-053459-6.
- als Herausgeberin: Louvre Abu Dhabi. Birth of a Museum. Flammarion, Paris 2013, ISBN 978-2-08-020166-9.
- Yan Pei-Ming. Un enterrement à Shanghai. Hatje Cantz, Berlin 2015, ISBN 978-3-7757-4685-4.